# Soul Edge
Soul Edge (ソウルエッジ Souru Ejji) (eller SoulBlade som det blev kaldt udenfor Japan) er det første spil i kampsports spilserien Soul. Det blev udviklet og udgivet af Namco. Det var først udgivet i de japanske arkader i år1996. Få måneder senere udsendte Namco en modificeret udgave kaldt Soul Edge Ver. II, denne version ændrede en række funktioner der ifølge mange spillere gjorde spillet alt for svært, bl.a. sidste bossen. Men der blev også tilføjet en række nye funktioner: Figuren Hwang (tidligere bare figuren Mitsurugi med nye farver i den koreanske version) blev nu introduceret til de japanske spillere med nye angreb, Figuren Cervantis blev nu spilbar, Guard Impacts og luft combo'er blev implementeret og alle figurerne fik opdateret deres angreb. Kort tid efter blev spillet porteret til Sony Playstation og navnet blev ændret til SoulBlade i USA, Europa og Australien. SoulEdge er gennem tiden blevet en del overskygget af efterfølgeren Soulcalibur.
Spillet er opkaldt efter demonsværdet Soul Edge som alle krigerne i spillet slås for at opnå.
SoulEdge er den 2. 3D fighter hvorfra spillerne skulle bruge våben til at slås. Selvom det at bruge våben i spil, dog ikke var noget nyt på det givende tidspunkt. Men det at hver figur havde forskellige våben udgjorde en stor forskel for spillerne, da hver figur havde hver deres unikke angrebsstil. Dem med lange kraftige våben, var langsomme. Mens dem med små korte våben, uddelte angrebene meget hurtigere. Dog havde dem med lange tunge våben også hurtige angreb, mens dem med korte hurtige våben også havde angreb der kunne ramme med større og kraftigere omfang.
Et af de ting der gjorde spillet så populært var, at det var en af de første spil i serien der havde en historie for hver enkelt kriger i spillet. Mens andre kampsportsspil på daværende tidspunkt, bare handlede om at kæmpe uden grund. Havde hver enkelt figur nu fået en personlighed og grund til at slås, hvilket motiverede spillerne til at kæmpe videre og opleve hver en bid af historien.[kilde mangler]
| computerspil | Spire Denne computerspilsrelaterede artikel er en spire som bør udbygges. Du er velkommen til at hjælpe Wikipedia ved at udvide den. |